# Carl von Behr (Politiker, 1835)

Carl Felix Woldemar Graf von Behr und Frau

Graf Carl Felix Woldemar von Behr (* 23. Juli 1835 in Behrenhoff; † 10. Juni 1906 ebenda) war ein deutscher Rittergutsbesitzer und Verwaltungsjurist in der Provinz Pommern. In fünf Wahlperioden war er Mitglied des Reichstags.

## Leben

Nachkommen von Carl Felix Woldemar Graf von Behr

Carl F. W. von Behr entstammte der auf Behrenhoff in Vorpommern ansässigen Linie der Adelsfamilie von Behr. Er war der älteste Sohn des Carl Felix Georg von Behr (1804–1838), dem ersten Majoratsherrn von Behrenhoff, und der Wilhelmine Louise Gustava von Heyden. Beim Tod des Vaters 1838 drei Jahre alt, erbte er das Majorat, das bis zu seiner Volljährigkeit vormundschaftlich verwaltet wurde. Zur Vormundschaft gehörten der Landrat Leopold von Seeckt-Nepzin und der Greifswalder Bürgermeister Johann Carl Gottfried Paepke.
Carl von Behr besuchte die Blochmannsche Erziehungsanstalt in Dresden und danach das Gymnasium in Gotha. Er studierte Rechtswissenschaft an der Ruprecht-Karls-Universität Heidelberg und der Friedrich-Wilhelms-Universität zu Berlin. 1856 wurde er mit Wilhelm von Wedel-Piesdorf, Archibald von Gramatzki, Eduard von Rindfleisch und Ernst Baedeker im Corps Saxo-Borussia Heidelberg aktiv.
Nach größeren Reisen durch Westeuropa, Deutschland und Italien übernahm er 1859 die Verwaltung seiner Güter. Er besaß neben dem Stammsitz Behrenhoff auch die Rittergüter Dargezin, Fritzow, Kammin, Müssow und den Hof II in Dargelin. 1863 erwarb er das Rittergut Hinrichshagen-Hof. Das 1864 erworbene Rittergut Hohenmühle überließ er im folgenden Jahr seinem Vetter Felix von Behr auf Bandelin. 1877 erhielt er den preußischen Grafentitel, gebunden an das im selben Jahr erneuerte Fideikommiss. 1883 erwarb er das Gut Karbow.
Er war von 1873 bis 1881 und von 1886 bis 1893 Mitglied des Preußischen Abgeordnetenhauses für die Reichs- und Freikonservative Partei. Ab 1876 gehörte er dem Provinziallandtag der Provinz Pommern an. Von 1878 bis 1881 war er erstmals Mitglied des Reichstags. In den Jahren 1881 bis 1895 (nach anderen Angaben 1905) war er Landrat im Kreis Greifswald. 1883 wurde er erneut in den Reichstag gewählt, dem er bis 1893 angehörte. In den Jahren 1892 und 1893 gehörte er der Börsenenquetekommission an. 1895 wurde er Mitglied des Preußischen Herrenhauses.
Graf Behr war Mitbegründer und Vorstandsmitglied des Alldeutschen Verbandes.
Er war verheiratet mit Karoline Freiin von Krassow auf Divitz und hatte mit ihr acht Kinder. Sein ältester Sohn Carl Friedrich Felix von Behr, genannt Charly, war der zweite Graf nach ihm. Seine Tochter Hedda (* 1866) heiratete Hugo von Marck.